# Ramaria flava
Ramaria flava (changle o chandi, también llamado manecillas) es un hongo comestible originario de la zona centro-sur y sur de Chile. Crece en el interior de los bosques en zonas húmedas y oscuras desde la Región del Maule hasta la Región de los Lagos.

## Descripción
El changle mide de 6 a 20 centímetros de alto, y de 10 a 15 cm de ancho. Con forma de coral, su cuerpo fructífero presenta varias ramificaciones hacia las puntas, de color amarillo azufre que va tornándose blanco hacia la base del estípite, que mide de 5 a 8 cm de alto por 4 a 7 cm de grosor. Comúnmente sus ramificaciones terminan en una doble punta, con una bifurcación en forma de U o V. Es de contextura frágil pero firme. Sus esporas son de color pardo-ocráceo. Tiene un olor suave y un delicado sabor.
comúnmente este brota es sectores húmedos y posterior a aguas lluvias. crece en ramificaciones pequeñas.

## Usos culinarios

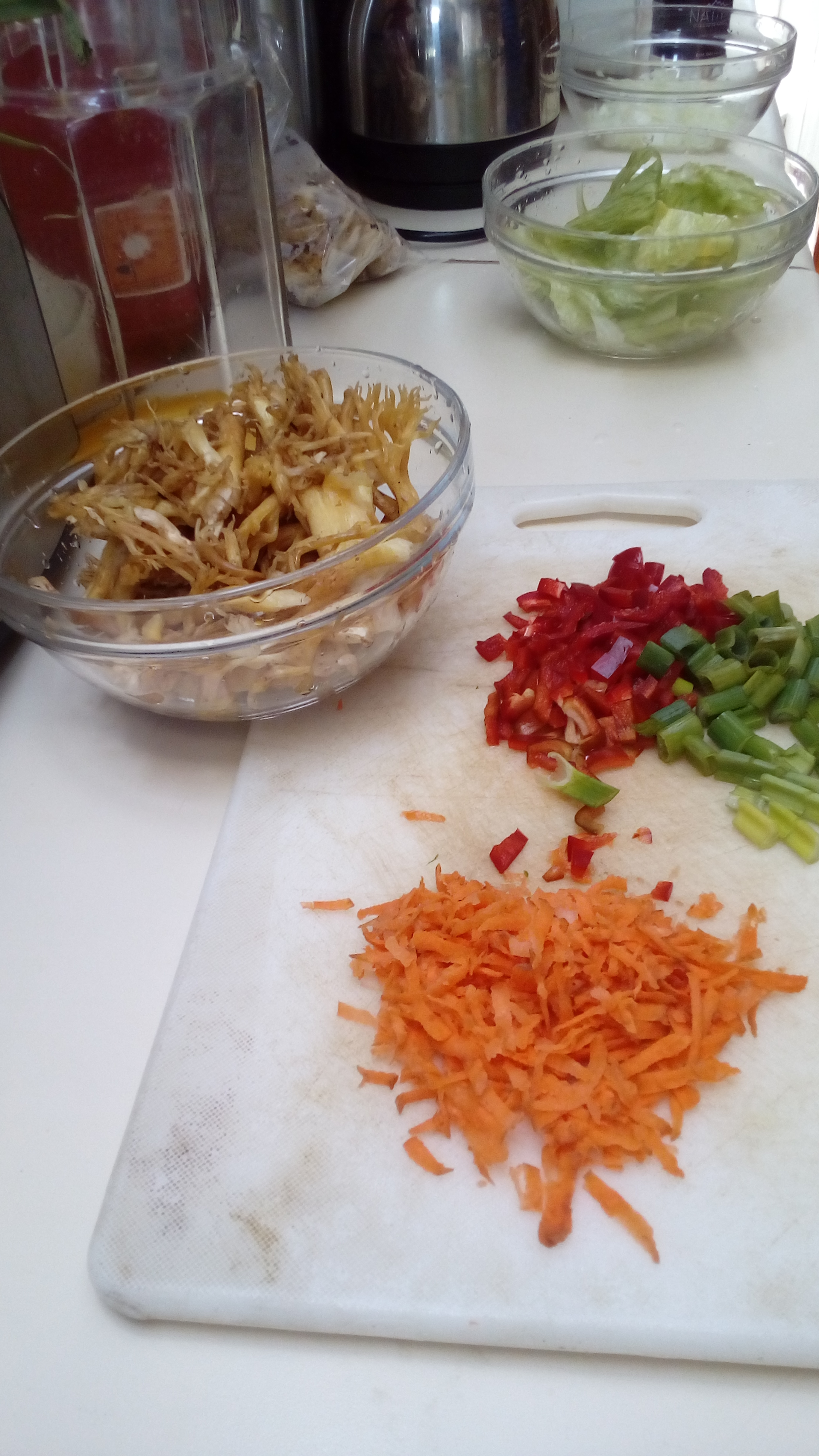
Changles en una fuente de vidrio.

El changle es un alimento apetecido dentro de la gastronomía mapuche, es consumido de distintas formas, desde crudo hasta en diversas preparaciones por parte de la población que habita los territorios donde existen remanentes de bosque húmedo templado. 

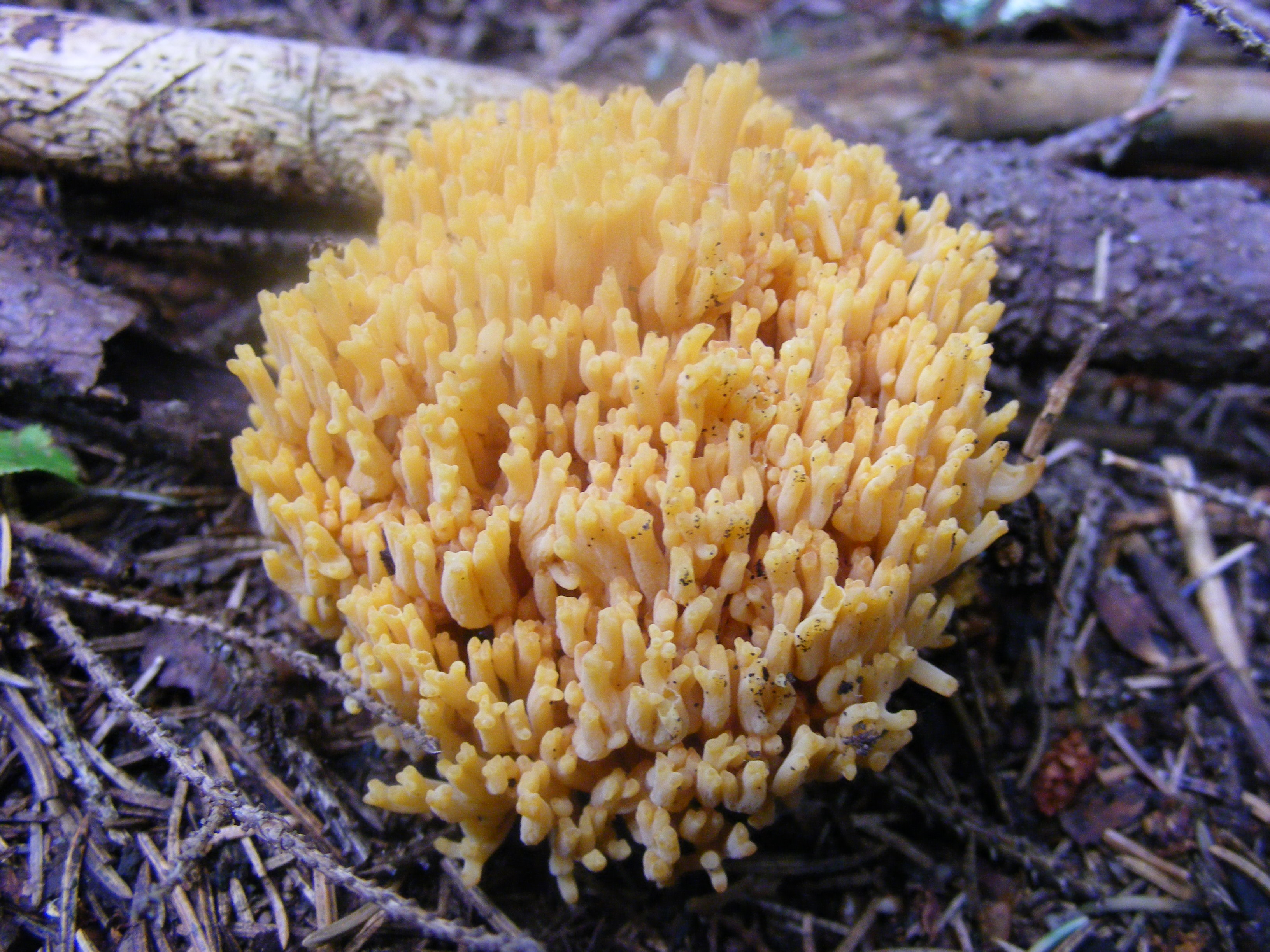